# 蓋倫·韋斯頓
威拉德·戈登·蓋倫·韋斯頓 OC CVO OOnt（1940年10月29日—2021年4月12日）是一位英格蘭裔加拿大商人和慈善家，曾是食品業巨頭喬治·韋斯頓公司的執行總裁。他和他的家族大約擁有89億美元淨資產，韋斯頓本人也是2014年3月《福布斯》榜上排在世界第147位的富豪，同時也是加拿大第二富豪。

## 私生活
1966年7月23日，他和希拉里·韦斯顿结婚，育有两个孩子。
1983年8月，爱尔兰共和军试图去他爱尔兰的家中绑架他，警察得到消息后前去阻止，双方爆发枪战，一名劫匪被击毙，五人被捕。

## 外部連結
- Forbes.com: Forbes World's Richest People （页面存档备份，存于）